# 八穀增十一
鹿豹座16，又名BD+57 879，HD 34787、SAO 25161、HR 1751，是鹿豹座的一颗恒星，视星等为5.28，位于銀經153.49，銀緯11.88，其B1900.0坐标为赤經5h 14m 54.2s，赤緯+57° 11.88′ 50″。